# Bijou Phillips
Bijou Lily Phillips (Greenwich, 1º aprile 1980) è un'attrice, modella e cantante statunitense.

## Biografia
Nata a Greenwich nel Connecticut, è figlia di John Phillips dei The Mamas & the Papas e dell'attrice Geneviève Waïte, e sorellastra di Mackenzie Phillips e Chynna Phillips. Il suo nome, che in francese significa gioiello, è stato preso dall'omonimo brano di Lambert, Hendricks & Ross. Fin da piccola pratica equitazione. All'età di tredici anni, per sfuggire alla famiglia e agli studi, inizia a lavorare come modella, apparendo su riviste importanti come Vogue, Interview e Playboy. Diventa inoltre testimonial per Calvin Klein. Inizia anche a diventare bersaglio della stampa scandalistica, a causa delle sue amicizie con le festaiole Paris Hilton, Britney Spears, Tara Reid e Nicole Richie. Influenzata dal padre, impara a suonare la chitarra e nel 1999 pubblica l'album I'd Rather Eat Glass.
Con l'aiuto di Leonardo DiCaprio, con cui ha avuto una breve relazione, riesce ad entrare in contatto con un regista, che le offre un ruolo in Black & White. Nel 2000 ottiene un piccolo ruolo in Quasi famosi. In seguito lavora nella commedia Tart - Sesso, droga e... college e nel film drammatico Bully. Nel 2003 ha una parte nel film Octane, nel quale recita assieme alla giovane Mischa Barton. Nel 2004 recita al fianco di Jeff Bridges e Kim Basinger in The Door in the Floor e l'anno successivo è nel cast di Havoc - Fuori controllo di Barbara Kopple. Nel 2007 recita nell'horror di Eli Roth, Hostel: Part II. Dal 2010 entra nel cast della serie televisiva Aiutami Hope! come personaggio ricorrente.

## Vita privata
A partire dal 2004 inizia a frequentare l'attore Danny Masterson, che sposa nel 2011 con una cerimonia privata tenutasi all'interno di un castello in Irlanda. Il 14 febbraio 2014 i due danno alla luce la loro unica figlia, Fianna. Divorziarono nel settembre 2023 dopo che il marito venne condannato a 30 anni di prigione per stupro e molestie sessuali avvenuti nei primi anni 2000 ai danni di tre donne.
La Phillips, così come l'ex-marito, è un membro di Scientology.

## Filmografia parziale

### Cinema
- Black & White (Black and White), regia di James Toback (1999)
- Quasi famosi (Almost Famous), regia di Cameron Crowe (2000)
- Tart - Sesso, droga e... college (Tart), regia di Christina Wayne (2001)
- Bully, regia di Larry Clark (2001)
- Octane, regia di Marcus Adams (2003)
- The Door in the Floor, regia di Tod Williams (2004)
- Havoc - Fuori controllo (Havoc), regia di Barbara Kopple (2005)
- Venom, regia di Jim Gillespie (2005)
- You Are Here, regia di Henry Pincus (2007)
- Hostel: Part II, regia di Eli Roth (2007)
- What We Do Is Secret, regia di Rodger Grossman (2007)
- The Wizard of Gore, regia di Jeremy Kasten (2007)
- Soffocare (Choke), regia di Clark Gregg (2008)
- Wake, regia di Ellie Kanner (2009)
- Made for Each Other, regia di Daryl Goldberg (2009)

### Televisione
- Aiutami Hope! (Raising Hope) – serie TV, 7 episodi (2010–2013)
- Hawaii Five-0 – serie TV, episodio 1x10 (2010)
- Law & Order - Unità vittime speciali (Law & Order: Special Victims Unit) - serie TV, episodio 14x07 (2012)

## Doppiatrici italiane
Nelle versioni in italiano delle opere in cui ha recitato, Bijou Phillips è stata doppiata da:
- Letizia Scifoni in Octane, Aiutami Hope
- Chiara Gioncardi in Hostel: Part II
- Alida Milana in Tart - Sesso, droga e... collage
- Ilaria Latini in Black and White
- Perla Liberatori in The Door in the Floor
- Jenny De Cesarei in Havoc - Fuori controllo
- Irene Di Valmo in CSI - Scena del crimine
- Claudia Catani in Soffocare
- Alessia Amendola in Hawaii Five-0

## Discografia
- 1999 – I'd Rather Eat Glass